# Heilig-Hartcollege (Mechelen-aan-de-Maas)

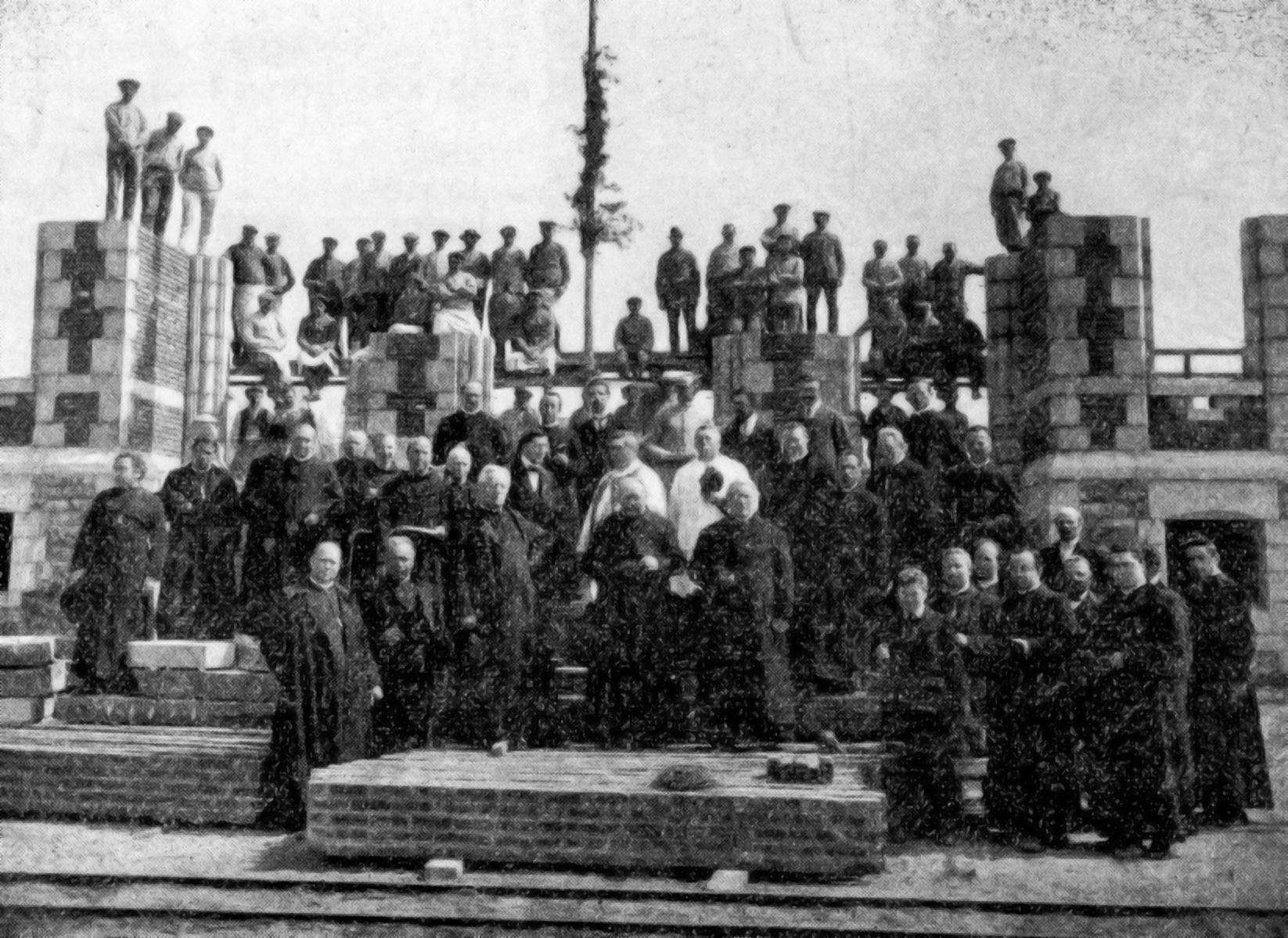
Eerstesteenlegging op 27 april 1914

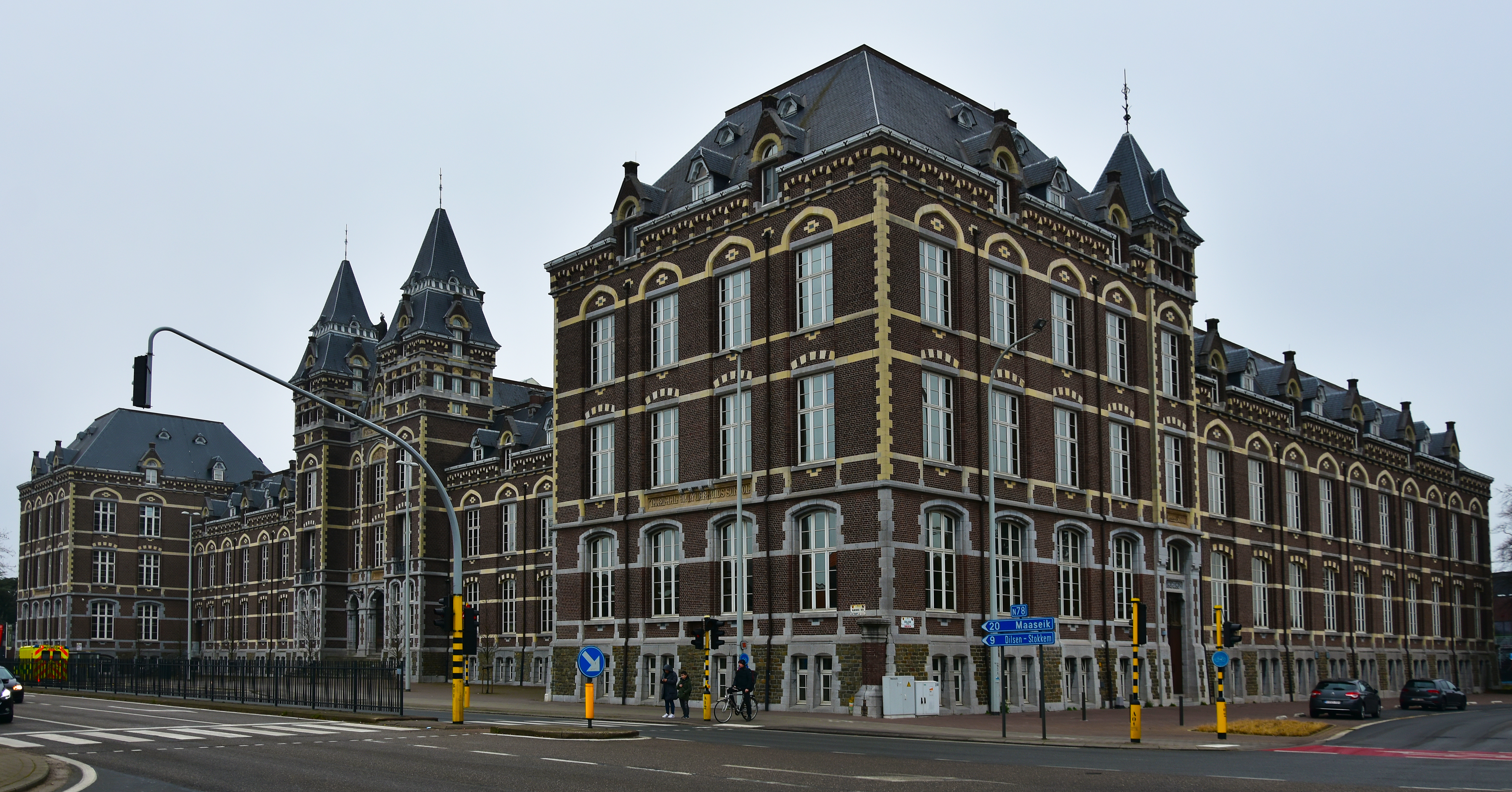
Het Heilig-Hartcollege in 2020

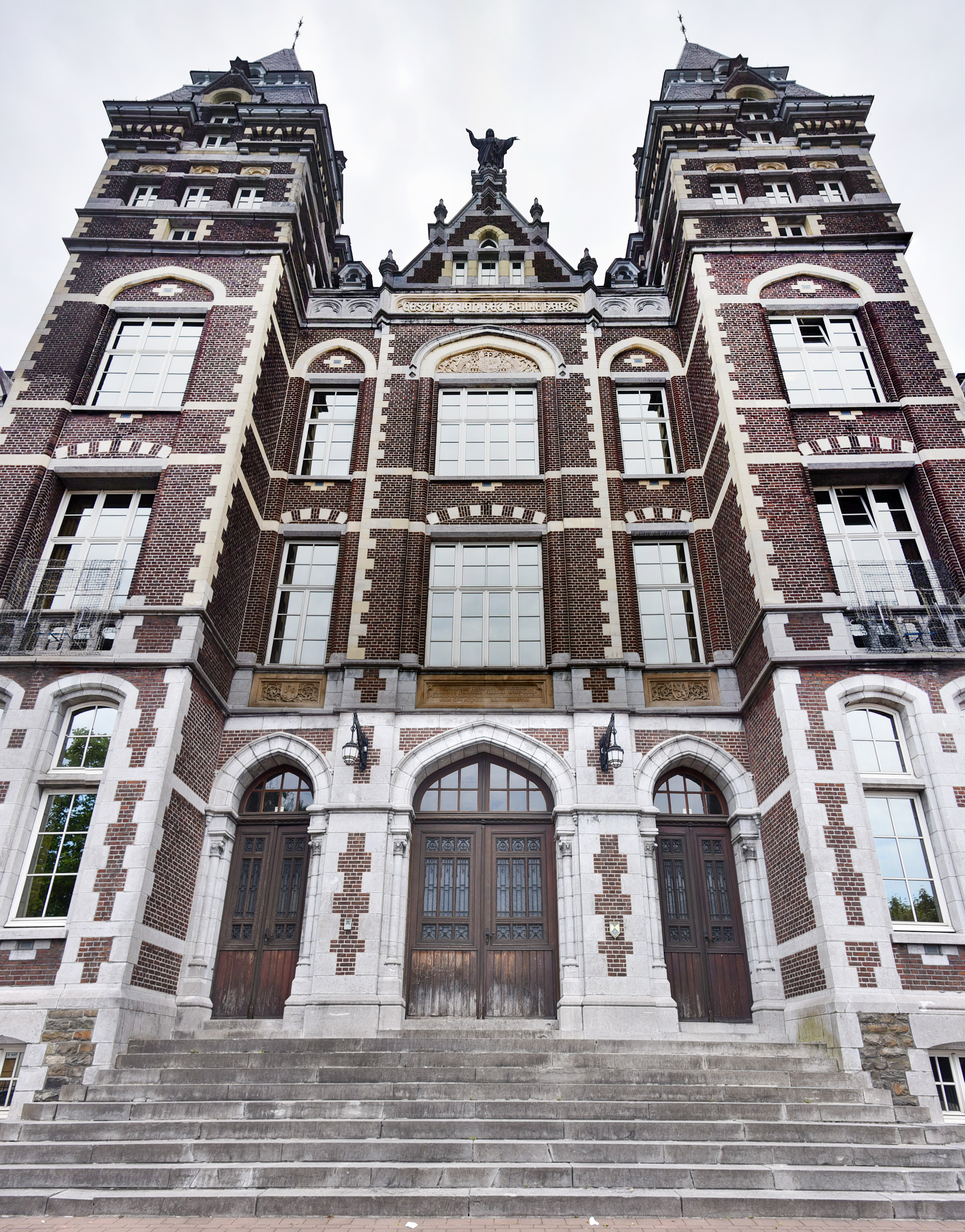
Het portaal in 2022

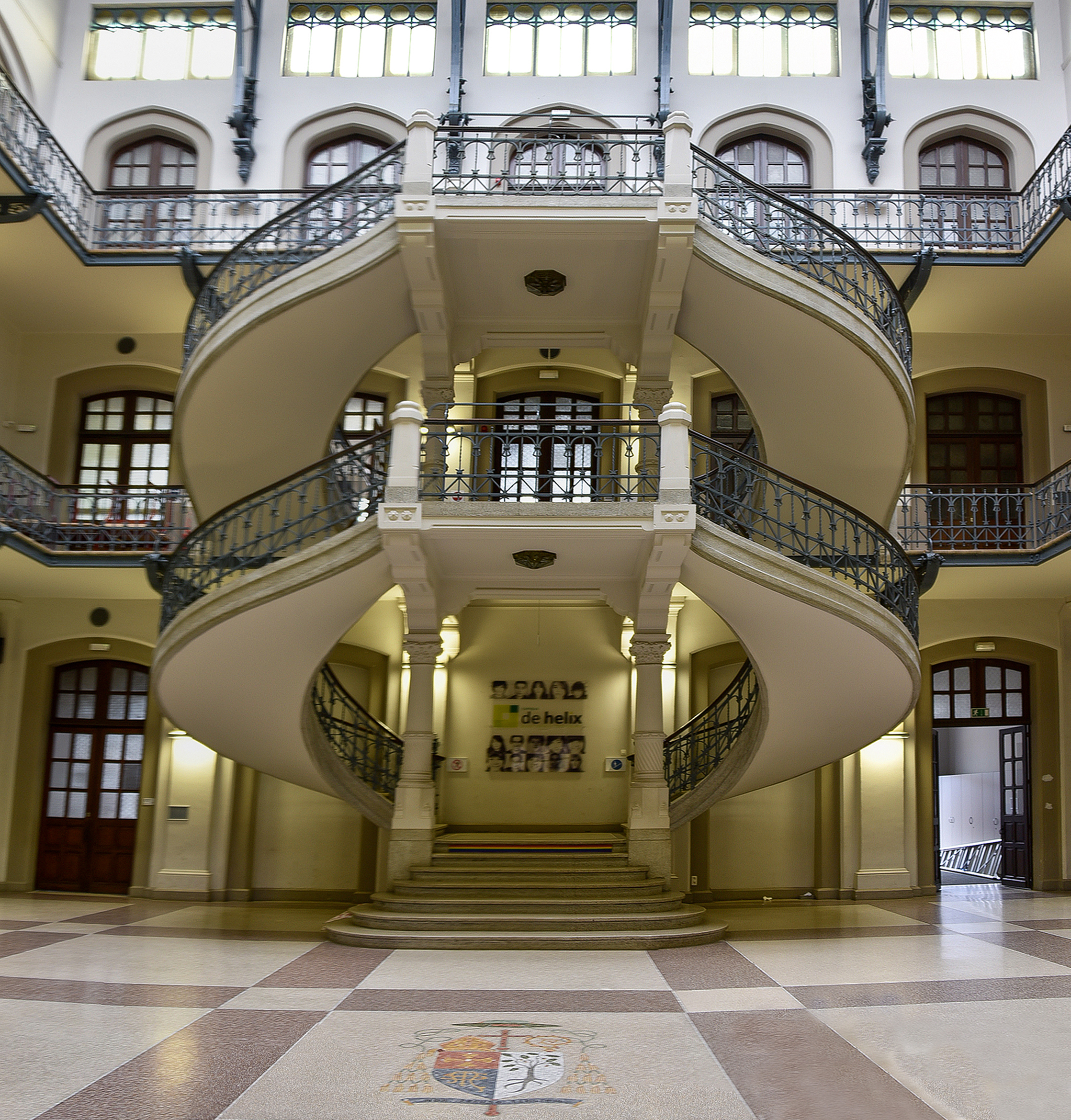
De trappenhal in 2022

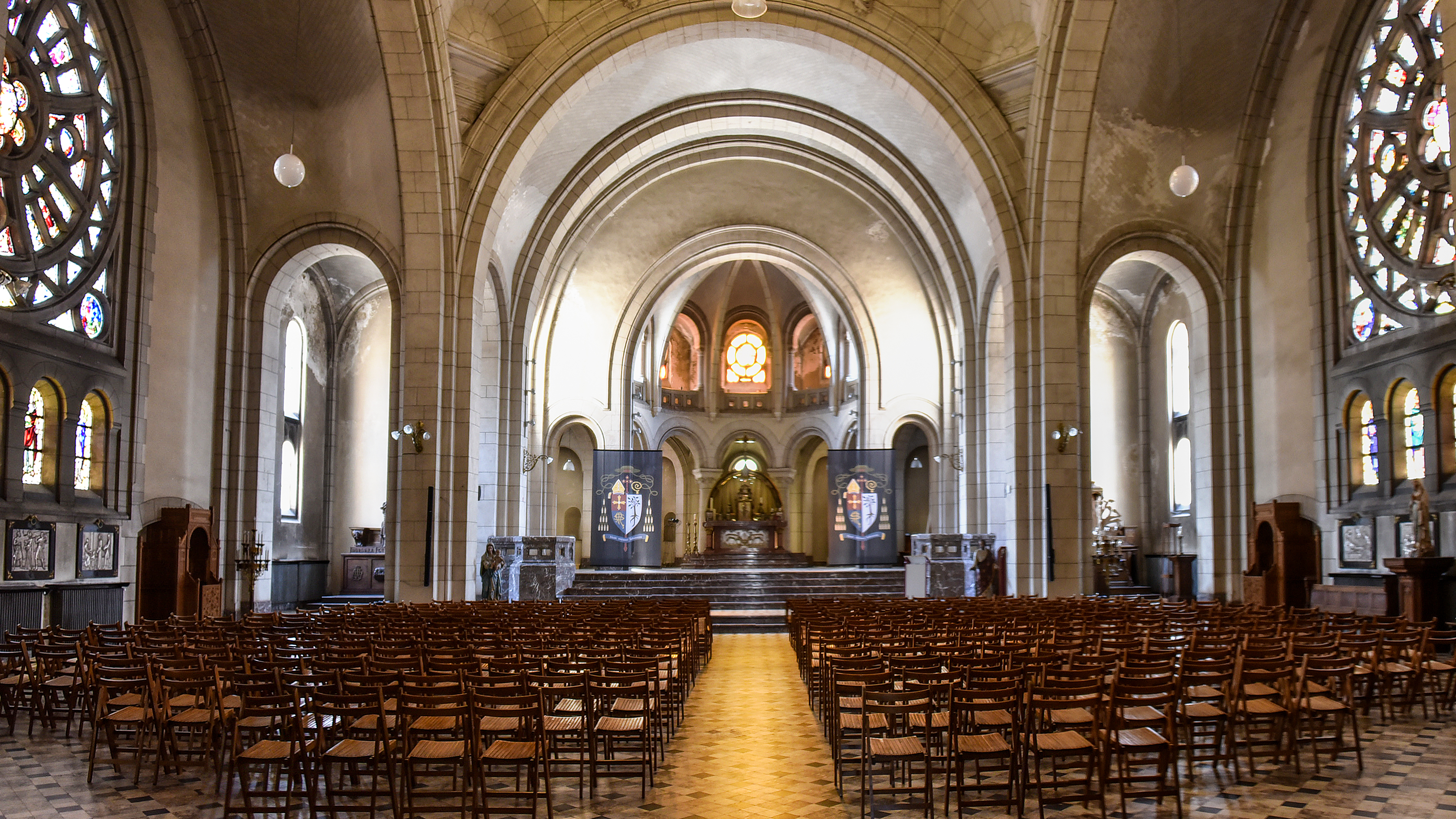
De kapel in 2022

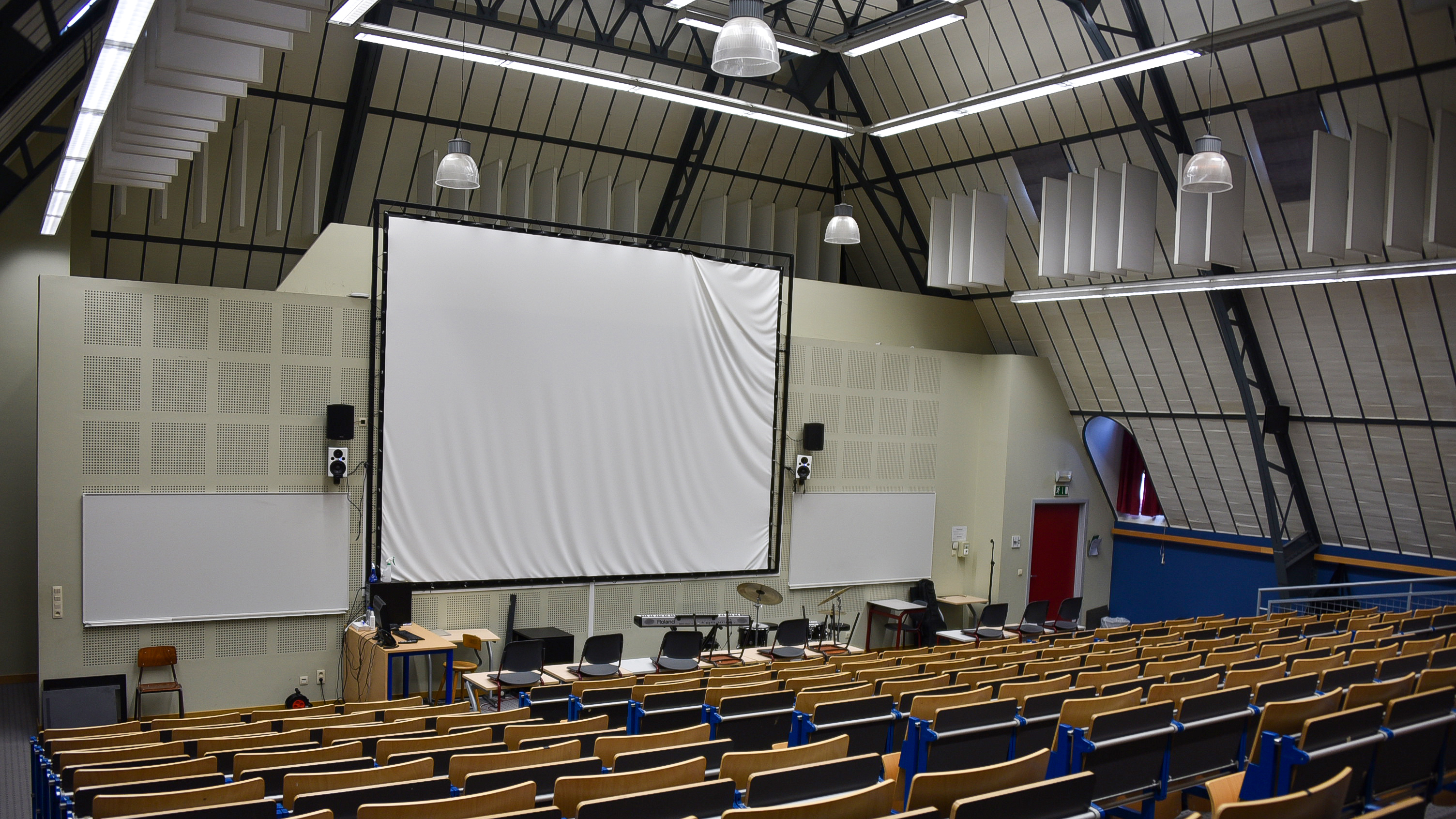
De aula in 2022

Het Heilig-Hartcollege is een voormalige katholieke school in Mechelen-aan-de-Maas, een deelgemeente van Maasmechelen in de Belgische provincie Limburg. De school, gebouwd tijdens het burgemeesterschap van Joseph Smeets, maakt thans deel uit van campus de Helix en is gehuisvest in een monumentaal gebouw in eclectische stijl aan Rijksweg 357 met als architect Victor Verlinden. De totaalopzet en de vormgeving weerspiegelen zich in de verwevenheid van didactiek en cultuur.

## Voorgeschiedenis
Tot 1839 maakten beide Limburgse provincies nog deel uit van België. Monseigneur Van Bommel (1790-1852), bisschop van Luik, was geïnspireerd door de vernieuwende visie van de Duitse priester Bernhard Heinrich Overberg op catechetisch onderricht die werd toegepast in de normaalschool te Munster. Godsdienstonderricht zag hij als een belangrijke groeipool voor geloof en menswording. Hij had de ambitie om ook in zijn bisdom een onderwijzersopleiding op te richten, gekoppeld aan een degelijke christelijke opleiding. Een katholieke normaalschool zou best worden toegevoegd aan de stichting van een seminarie. 
De eerste normaalschool van het Bisdom Luik werd in 1836 opgericht in de abdij Rolduc. In 1839 splitste men de beide Limburgen waardoor de Nederlandstalige opleiding buiten de grenzen van het bisdom lag en daarom in 1843 verhuisde naar het Kleinseminarie te Sint-Truiden. De toename van het aantal leerlingen versnelde de vraag naar nieuwbouw in Sint-Truiden of elders.

### In het verleden
De plek die werd gekozen voor de bouw van het college werd de vroegere molenheuvel, in de volksmond ook oud kerkhof genoemd (aangezien hier mensen werden begraven). De vondst van Merovingisch aardewerk en potjes uit de 7e eeuw doen denken aan de “bijgaven”, die aan de overledenen in het graf werden meegegeven. Voor een deel zijn deze vondsten verhuisd naar de Gentse universiteit, naar het Grevenbroekmuseum te Achel en een gedeelte bleef geruime tijd bewaard in het schoolmuseum. Latere vondsten tijdens verbouwingen en aanpassingen bevestigden het vermoeden dat Merovingers deze plek gebruikten als begraafplaats.

### In de 20e eeuw
Het is eerder aan een samenloop van omstandigheden te danken dat men koos voor dit dorp in het oosten van de provincie als locatie voor het college. Een centraler gelegen plaats was geschikter geweest, al was het maar om beter bereikbaar te zijn voor leerkrachten en leerlingen. Een mogelijke verklaring kan de opdracht zijn door bisschop Rutten, bisschop van 1902 tot 1927, en afkomstig uit het nabijgelegen Geistingen aan zijn vicaris-generaal Hubertus Bovens, te zorgen voor een nieuwe school voor de normalisten. Bisschop Rutten was toen de enige monseigneur in België die het Nederlands goedgezind was. In 1917 besliste hij de twee beginjaren van het lager onderwijs in de Limburgse colleges volledig te vernederlandsen. Hubertus Bovens, geboren te Meeswijk dat vlak bij Mechelen-aan-de-Maas ligt, stichtte in 1910 het naar hem genoemde Sint-Hubertuscollege te Neerpelt, een van de eerste colleges in België waar uitsluitend in het Nederlands werd onderwezen.
De twee Maaslanders namen eerst contact met Rekem maar het was eerder Mechelen-aan-de-Maas dat brood zag in het project. Zij wilden het project mee financieren, gesteund als ze waren door de vestiging van de steenkoolmijn van Eisden en hun behoefte aan opgeleide mensen. Men had langs de door Napoleon in 1800 aangelegde steenweg, tussen Vroenhoven en Kessenich, de huidige N78, een groot terrein. Hier had, aan de andere zijde, tot 1909 een in 1750 gebouwde houten korenwindmolen langs de Heirstraat gestaan.
De gemeente stelde één voorwaarde: naast de Normaalschool moest er ook “middelbaar onderwijs” ingericht worden voor leerlingen uit de omgeving. In het vooruitzicht van de geplande Eisdense mijn, dacht het gemeentebestuur aan een lagere school en in functie van werkgelegenheid aan een technische opleiding. Iemand die zich met hart en ziel heeft ingezet voor deze realisatie is de toenmalige deken van Mechelen-aan-de-Maas, priester Nestor Bernard uit Gingelom (1857-1933).
Voor de naam van deze nieuwe christelijke school die verbonden moest zijn met kerk en religie kwam men bij de Heilig-Hartdevotie terecht die toen een plotse opbloei kende. Vooral de jezuïeten waren later de grote promotoren van deze devotie en eind negentiende eeuw had bijna elk dorp of wijk zijn eigen Heilig-Hartbeeld.

## Bouwhistoriek
De bronnen spreken elkaar tegen als het gaat over de start van de werken. Sommigen vermelden 1912 terwijl het dagboek van de bouwmeester 1913 vermeldt. Het werd een Luikse aangelegenheid gezien de opdracht uit Luik kwam en de plannen werden getekend door Victor Verlinden, de architect van het bisdom die in Luik woonde. Grondig onderzoek door René Vancleef, oud-directeur van het college wijst uit dat de architect zich niet liet inspireren door het Rijksmuseum in Amsterdam en het Amsterdamse Centraal Station van de Roermondse katholieke architect Pierre Cuypers alhoewel dit op meerdere websites is te lezen.
Ook de aannemers waren Luikenaars: de heren Gille en Dumoulin. De funderingen werden aangelegd door de Luikse firma Pieux-Franki. Een stoommachine groef 180 putten doorheen de zandige bovenlaag om houvast te vinden op de vaste grindlaag. De putten werden daarna gevuld met gedamd beton en overspannen met een kader van betonnen balken. 
Het werkvolk bestond grotendeels uit mensen van de regio; een logisch gevolg van het feit dat vele baksteenfabrieken van het Maasland waren ingezet om de enorme hoeveelheid bakstenen te leveren.  
De metselaars, die snel en hard werkten, stonden in gedrongen gelederen op de stellingen. Jan Verstegen en Theo Coenen van Mechelen-aan-de-Maas, later schrijnwerker van het huis, werden opzichter. Elektriciteit was voor enkele bedrijven voorhanden in het centrum van het dorp en werd doorgetrokken om ook het college van stroom te voorzien. 
Op 27 april 1914 gebeurde de eerstesteenlegging alhoewel de muren al tot halverwege de ramen klaar waren. De foto die toen werd genomen toont een grote groep priesters rondom monseigneur Bovens en deken Bernard. Monseigneur Bovens kreeg de eer om de gedenksteen in de noordelijke hoekblok in te metselen.  

## Het college in de 20e eeuw

### Eerste Wereldoorlog
Op 8 oktober 1914 bezette de Landsturm van het Duitse leger Mechelen-aan-de-Maas. Arbeiders waren eerder al, voor het uitbreken van de wereldoorlog, opgeroepen voor het Belgische leger waardoor de werken stil vielen tot september 1915. De directie van de school stond erop om de eerste leerlingen in september 1916 te ontvangen. De architect nam dan zelf de organisatie van de bouw in handen.
De bezetting door Duitse troepen maakte de normale werking onmogelijk. Onder meer 800 soldaten van de Minenwerferschule die hun oefenterrein hadden op de Mechelse Heide namen het college in, bijna alle klaslokalen en de keuken. Een afgevaardigde van het bisdom Luik verkreeg op 13 januari 1918 bij Ludwig van Falkenhausen, militaire gouverneur van het bezette België van mei 1917 tot het einde van de oorlog, de ontruiming van de klaslokalen. De slaapzaal bleef ingericht als een hospitaal voor Duitse soldaten.

### Interbellum
De jaren twintig en dertig van de twintigste eeuw waren jaren van grote bouwactiviteit. Aannemer Bollen uit Uikhoven vatte de constructie van de noordertoren aan, de technische school. De werken kwamen af en toe stil te liggen wegens gebrek aan bakstenen, ijzer en staal. De turnzaal, de kapel en de badzaal die in 1964 verdween toen het weekinternaat werd ingevoerd waren opvallende verwezenlijkingen.

### Tweede Wereldoorlog
De schade die het college opliep tijdens de Tweede Wereldoorlog was groter dan in voorgaande periodes. De gebouwen werden tweemaal door de Wehrmacht als administratieve basis gebruikt. De speelplaats bouwden ze om tot kampement. De gemeente werd gedwongen tot leveringen van voedingsmiddelen. De notities van leveringen voor zes weken vermelden onder meer 3220 kroppen salade, 10 000 kg aardappelen en 1750 liter melk. 
In 1944 eiste het Britse leger alle sleutels op en het college werd geëvacueerd. Leerkrachten kregen onderdak in nabijgelegen inbeslaggenomen villa's, voorzien van uit het college weggesleepte bedden en stoelen. De bekende Britse generaal Montgomery was in die periode aanwezig in het gebouw. Bij hun vertrek op 22 december bleef niets meer over van de 25 ton kolen die waren opgeslagen. De schade was groot. Op sommige plaatsen waren de waterleidingen gewoon weggenomen; lampen, kasten en zelfs kachels waren gegeerde goederen. Voor bezettingsschade werd een schadeclaim ingediend van meer dan 500.000 Belgische frank.

## Naoorlogse periode
Directeur Claassen, die in 1953 het bestuur van het college overnam, zette in op beter onderwijs en opvoeding. Hij was de drijfveer voor de vele verbeteringen die elkaar in sneltempo opvolgden. De sterk verouderde toiletten werden verbouwd, een fietsenzaal, een smidse en een garage werden opgetrokken. Er volgden nog onder meer een nieuw machinepark in de technische school, verwarming in de turnzaal, een vernieuwde keuken, een toneelzaal en een studiezaal. De financiering van de werken gebeurde via een lening waarbij het gebouw in hypotheek werd gegeven. Verder sloot men leningen af bij particulieren en bedrijven.
De mensen van de technische school waren niet gelukkig met die bouwrage en wensten een school onder eigen bestuur. 

### Nieuwe Technische School
In 1968 werd een architectenbureau onder de arm genomen om drie grote werkplaatsen: hout, mechanica en constructie aan de Looheuvelstraat op te trekken. De bouw van klaslokalen en laboratoria stelde men om financiële redenen uit. De scheiding van het bisdom Luik en het bisdom Hasselt zorgde voor vertraging. In augustus 1976 begon de tweede bouwfase van de technische school met de constructie van nieuwe werkplaatsen, dertig klaslokalen, een tekenzaal, laboratoria voor scheikunde en fysica en lokalen voor administratieve diensten. Twee jaar later begon men met de derde bouwfase: een sporthal en een eetzaal.
Op 1 september 1978 verliet de laatste leerling van de technische school de gebouwen aan de Rijksweg. De vroegere “vakschool” was definitief verhuisd uit de lokalen aan de Rijksweg en daarmee was de droom van een autonome Technische school verwezenlijkt.

### Afbraak of renovatie
Alhoewel directeur Moons poogde om de gebouwen in goede staat te houden, bleek dit onmogelijk. De situatie werd duidelijk gesteld door directeur Vancleef die in januari 1992 directeur werd. Voor hem was een van de oplossingen het gebouw gedeeltelijk te gebruiken en voor de rest een andere optie zoeken. Met deze zin, waarmee hij zich tot zijn toehoorders richtte, maakt dat erg duidelijk:

“De persoon die 580 miljoen voor het gebouw overheeft, mag opstaan”

Een rapport van de Arbeidsinspectie steunde hem om de problemen grondig aan te pakken. Toen het bestuurscollege op 20 april 1992 bijeen kwam, besloot men om dringend naar een oplossing te zoeken en dacht men ook aan een mogelijke verkoop. Bisschop Schruers ijverde bij het bestuurscollege van het seminarie - eigenaar- om de piste van verkoop te bekijken. Directeur Vancleef, als morele eigenaar, kreeg de opdracht gesprekken hiervoor aan te gaan. Samenspraak tussen burgemeester Terwingen, Monseigneur Schreurs en de directeur zagen verkoop als de meest haalbare oplossing. Ondertussen onderzocht de burgemeester de mogelijkheid om tijdelijk het ministerie van Financiën in de gebouwen onder te brengen.

## Einde van een tijdperk
De directiewissel in 2010 bepaalde het einde van het Heilig-Hartcollege. In functie van afgewerkte renovatie nam men zijn intrek in de gebouwen. Een jaar later veranderde de school van naam en werd het 'campus de Helix'.

## Galerij

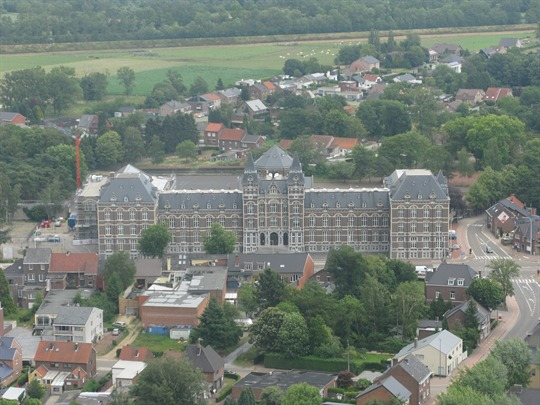
Luchtfoto van het Heilig-Hartcollege
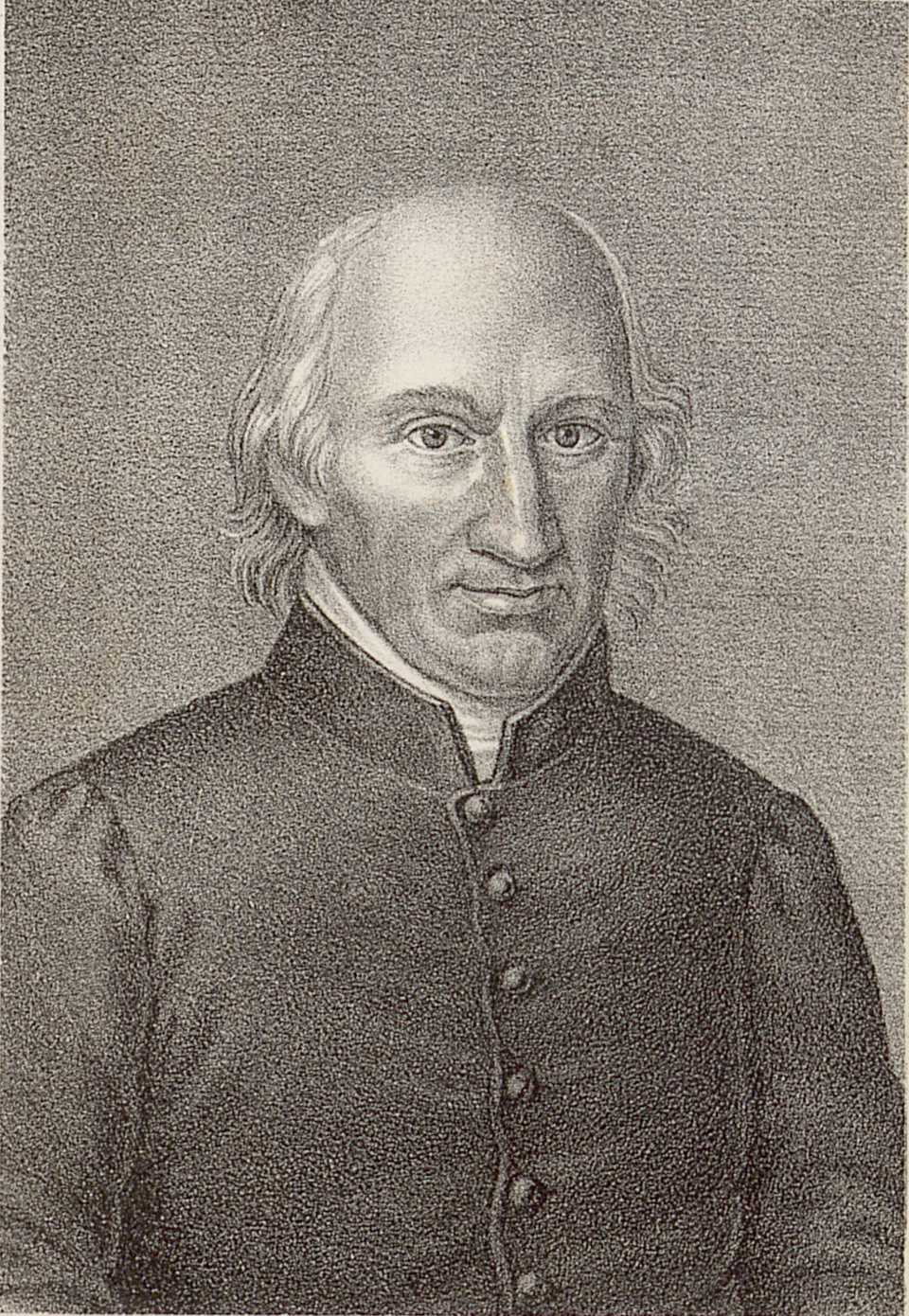
Bernhard Heinrich Overberg
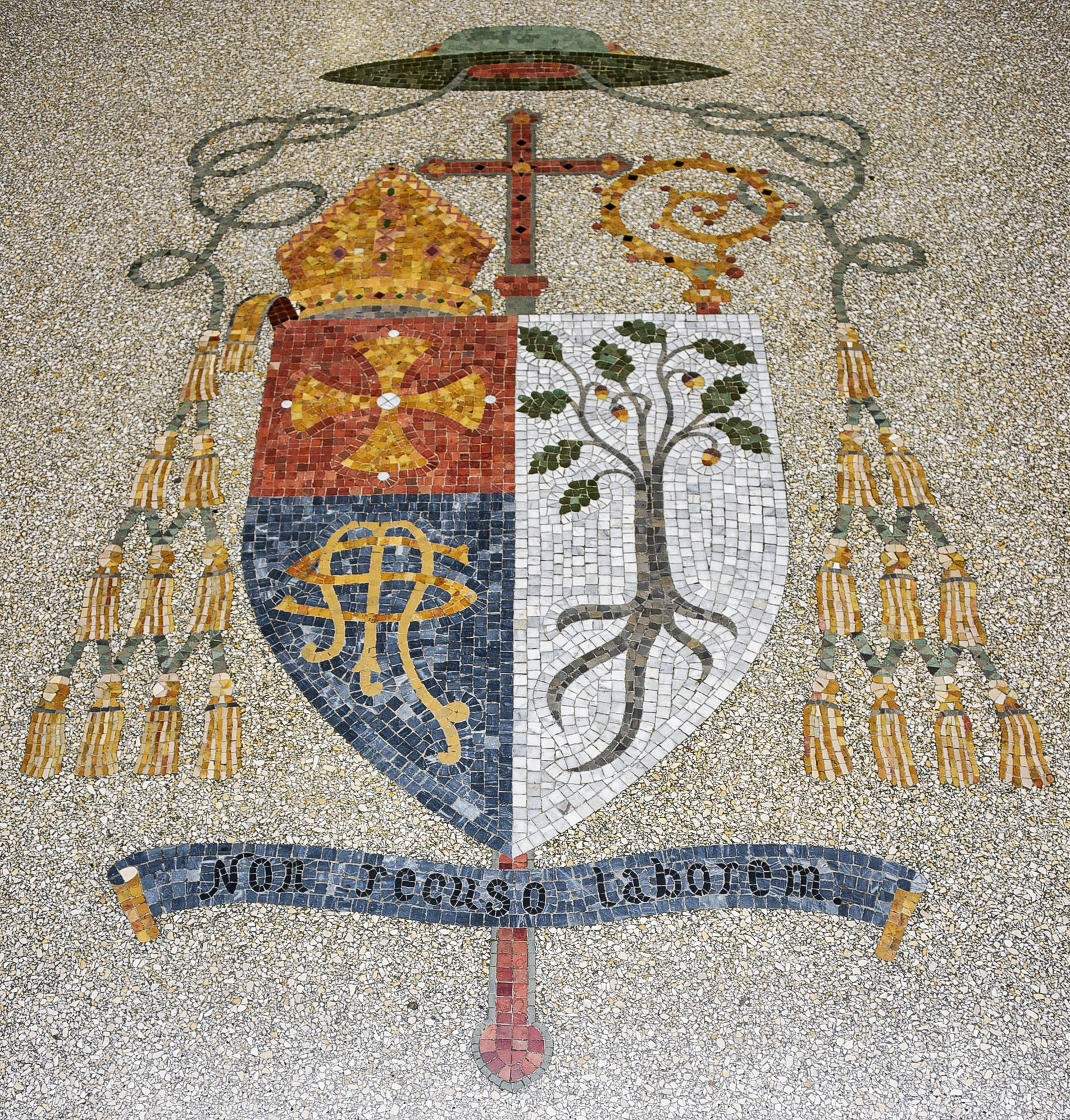
Wapen van bisschop Rutten met als tekst "Ik weiger de inspanning niet"